# かもきみの湯

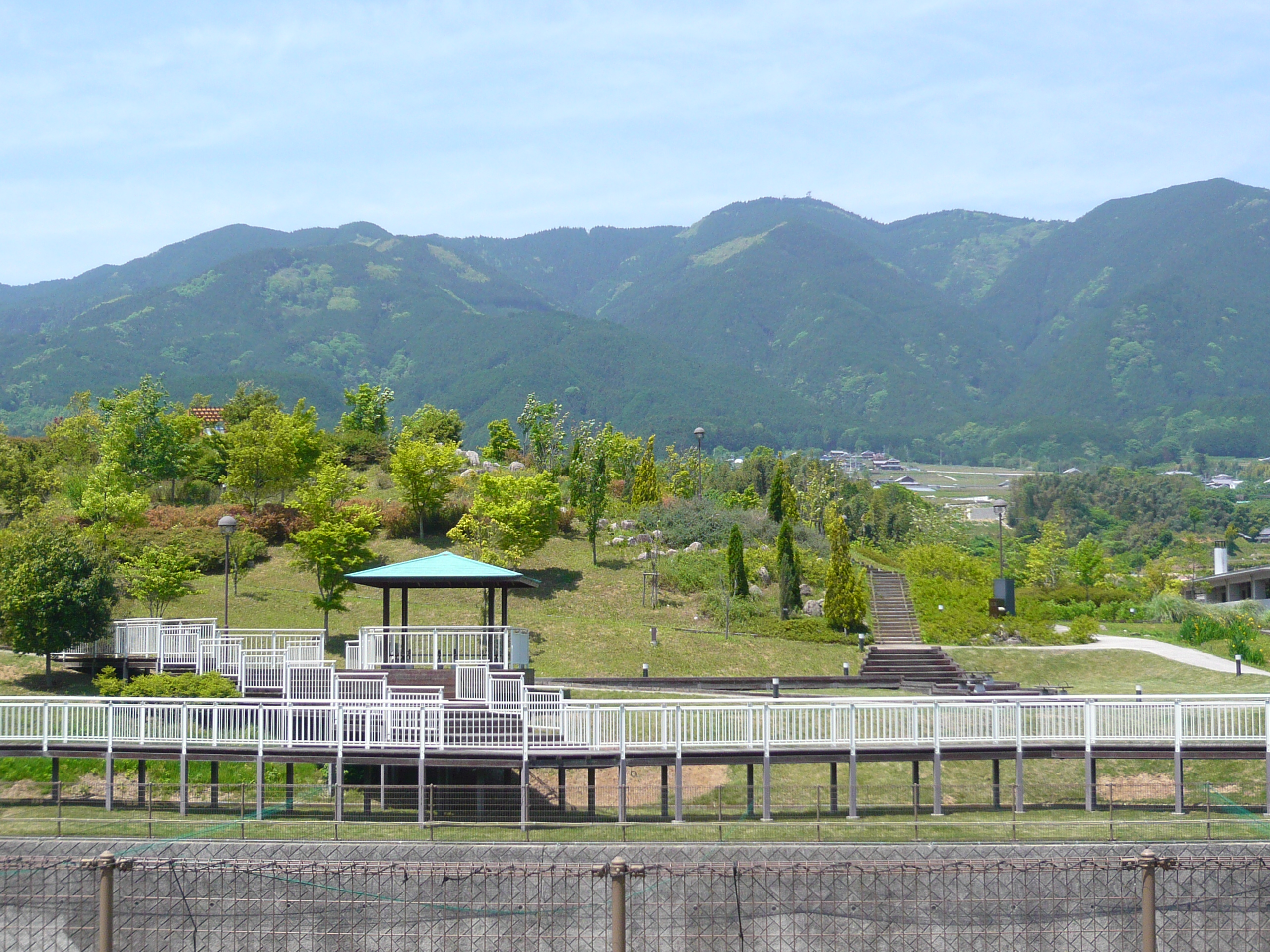
併設する公園
奥は金剛山

かもきみの湯（かもきみのゆ）は、奈良県御所市葛城地区の水処理施設「アクアセンター」と隣接する天然温泉の日帰り入浴施設。周囲にはアスレチックや遊具の広場、ハーブ園、遊歩道などが整備されて、一帯が公園となっている。

## 概要
2003年（平成15年）開業の施設で、ナトリウム炭酸水素塩・塩化物温泉である。内風呂、露天風呂など、多彩なお風呂のラインナップがある。日替りで男女浴場が入れ替るので違った雰囲気で楽しむことも可能。食事処、ボディケア施設なども完備されている。

## 泉質
- ナトリウム-炭酸水素塩・塩化物温泉（高張性-中性-温泉）

## 泉温
34.4℃(気温:23.0℃のとき)

## 設備
- かかり湯・主浴槽1・主浴槽2・座湯・寝湯・日替風呂・泡風呂・腰掛け湯・水風呂・サウナ、檜風呂・岩風呂(大)・岩風呂(小)・石風呂・家族風呂・炭風呂・水晶風呂・ハーブ湯・打たせ湯・足湯(座り湯)・足湯(歩き湯)・塩サウナ

別途料金で貸し切り風呂も利用可能。

## 開館時間
- 10:00 〜 23:00（22:00 受付終了）

メンテナンス臨時休業日以外は年中無休

## 所在地
- 〒639-2264 奈良県御所市大字五百家333

## アクセス
- 近鉄近鉄御所駅・JR御所駅→奈良交通バス 五條バスセンター行きで15分、「かもきみの湯」バス停下車、徒歩1分
- 南阪奈道路葛城ICから車で20分[3]

## 駐車場
- 無料/238台[3]

## 周辺
- 葛城古道
- 鴨都波神社
- 中井家住宅
- 金剛山
- 大和葛城山
- 巨勢山古墳群